# Banyuls-dels-Aspres
Banyuls-dels-Aspres en francés y oficialmente (Banyuls dels Aspres en catalán) es una localidad y comuna, situada en el departamento de Pirineos Orientales, Región de Occitania y comarca histórica del Rosellón en Francia. 
Sus habitantes reciben el gentilicio de banyulencs.

## Geografía

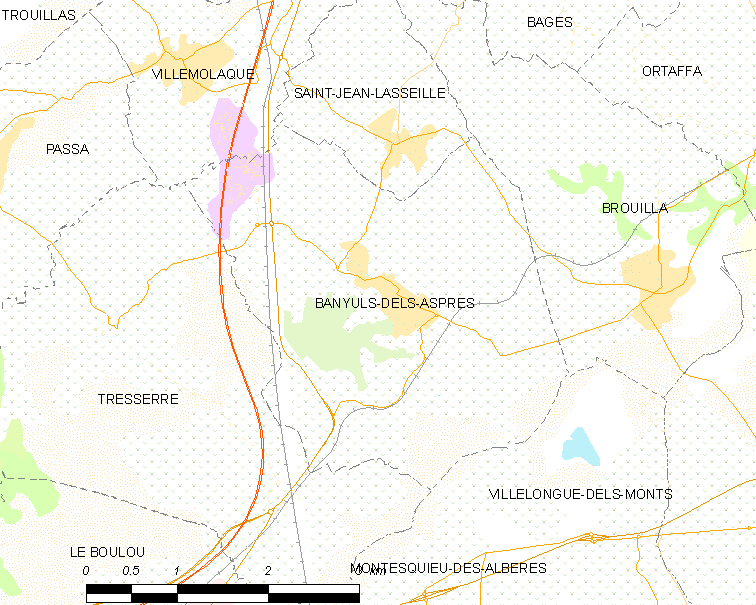
Situación de Banyuls-dels-Aspres

## Demografía

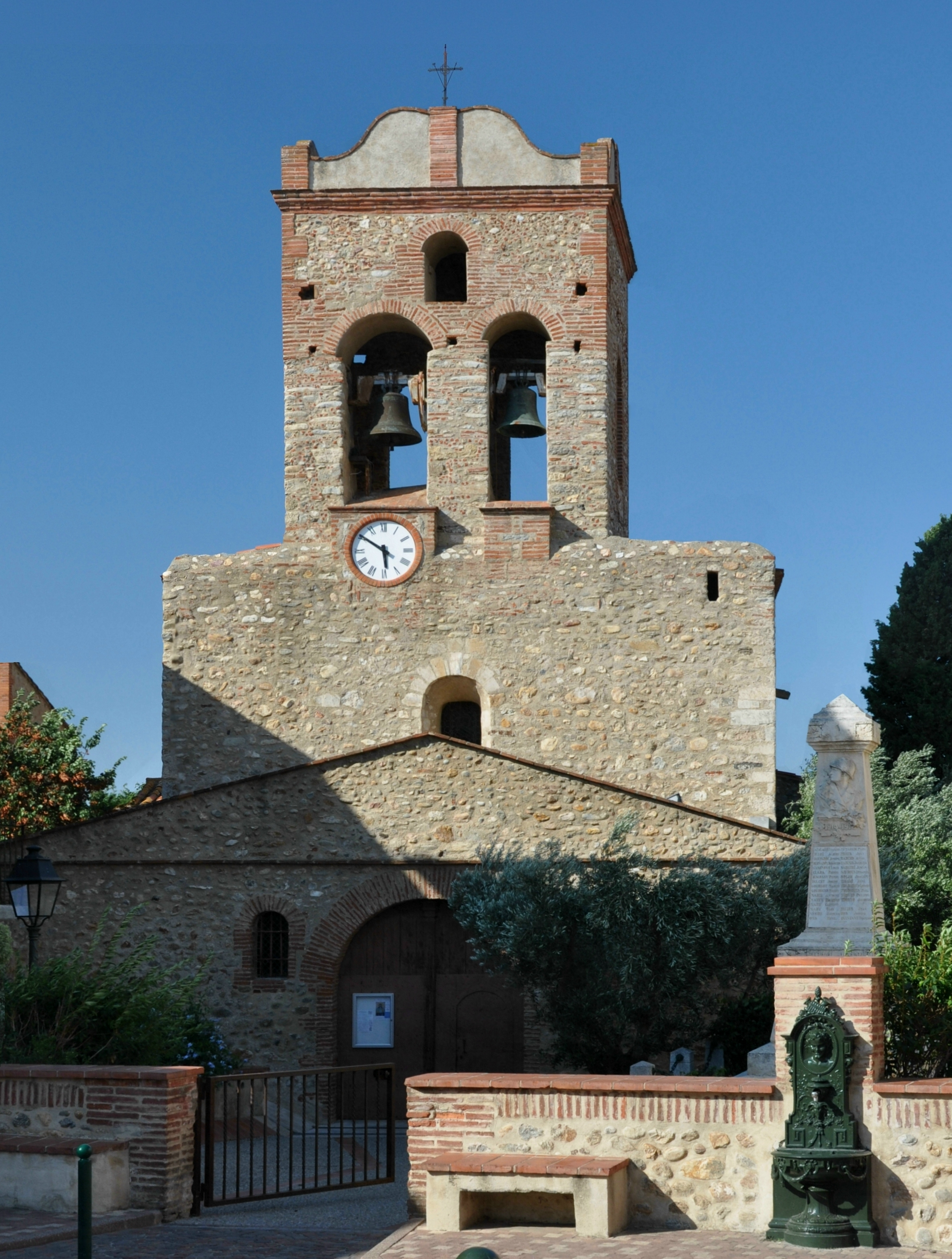
Iglesia Saint-André de Banyuls-dels-Aspres

| 710 | 724 | 683 | 660 | 850 | 1007 |
| Para los censos de 1962 a 1999 la población legal corresponde a la población sin duplicidades (Fuente: INSEE [Consultar]) |     |     |     |     |      |